# Anne-Marie Fabian
Anne-Marie Fabian (Pseudonym: Friederike Berend; * 20. November 1920 in Stettin als Anne-Marie Lorenz; † 3. Juni 1993 in Berlin) war eine deutsche Journalistin und Schriftstellerin.

## Leben
Anne-Marie Lorenz zog 1929 mit ihrer Familie nach Berlin. Dort machte sie 1940 ihr Abitur. Bereits seit 1938 und bis zur Geburt ihrer Tochter im Jahre 1942 studierte sie Klavier und Musikgeschichte an einem Konservatorium. Nach dem Ende des Zweiten Weltkriegs absolvierte sie von 1949 bis 1955 ein Studium der Politikwissenschaft an der Deutschen Hochschule für Politik in Berlin und erlangte den Titel einer Diplom-Politologin. Anschließend war sie bis 1960 als Sachbearbeiterin bei diversen Sozialversicherungen tätig; außerdem lieferte sie als freie Journalistin Beiträge für die Gewerkschaftspresse und den Berliner „Tagesspiegel“. Als aktive Gewerkschafterin und Personalrätin gehörte sie dem Hauptpersonalrat des Berliner Senats an; von 1958 bis 1960 war sie geschäftsführendes Vorstandsmitglied. Nach ihrer Heirat mit dem Journalisten Walter Fabian lebte sie seit 1961 als freie Schriftstellerin in Köln. Sie gehörte der Redaktion der Zeitschrift „Dialog mit Polen“ an. Zuletzt lebte sie wieder in Berlin.
Anne-Marie Fabians literarisches Werk umfasst erzählerische Werke und Gedichte. Daneben gab sie die Lebenserinnerungen ihres Ehemanns heraus.
Anne-Marie Fabian war Mitglied des Verbandes Deutscher Schriftsteller. 1961 erhielt sie den Joseph-E.-Drexel-Förderungspreis, 1964 den Kurt-Tucholsky-Preis der Kurt-Tucholsky-Gesellschaft.
Sie starb 1993 im Alter von 72 Jahren und wurde im Grab ihres Ehemannes auf dem Kölner Friedhof Melaten beigesetzt.

## Werke
- Ihn'n kann ick's ja sagen, Bonn 1981.
- Mit dir in Amsterdam, Berlin 1983.
- Wink über das Aschenfeld, Oberhausen 1984.
- Ein Fall für Linda Gruber, Gerlingen 1990.

## Herausgeberschaft
- Arbeiterbewegung, Erwachsenenbildung, Presse, Köln 1977.
- Kurt Fabian: Kein Parteisoldat, Frankfurt am Main u. a. 1981.
- Walter Fabian: Mit sanfter Beharrlichkeit, Frankfurt am Main 1992.